# Atjeh-medaille 1873-1874
De Atjeh-medaille 1873-1874 is een door Koning Willem III der Nederlanden op 12 mei 1874 in een Koninklijk Besluit ingestelde herinnerings- of campagnemedaille. De medaille werd uitgereikt aan de deelnemende troepen aan de eerste Atjeh-oorlog en de tweede Atjeh-oorlog (zie aldaar).
Aan alle militairen, die aan de eerste Atjeh-expeditie en/of de eerste zes maanden van de Tweede Atjeh expeditie, hadden deelgenomen werd bij Koninklijk Besluit no. 9 van 12 mei 1874 een herinneringsmedaille toegekend. Officieel heette deze de "Atjeh-medaille 1873-1874", maar omdat het doel van de operatie de inname van de Kraton was geweest (24 januari 1874) staat de medaille bekend als de "Kraton-medaille".

## Vormgeving
De "Atjeh-medaille 1873-1874" is een ronde verguld bronzen medaille met een middellijn van 3,6 centimeter. De voorzijde vertoont het naar rechts gewende portret van Koning Willem III der Nederlanden, Groothertog van Luxemburg, met het randschrift "WILLEM III KONING DER NEDERLANDEN G.H.V.L.". Links onder de nek van de koning zijn de initialen van de ontwerper J. Elion te lezen aangebracht.

De keerzijde van de medaille vertoont het opschrift "ATJEH / 1873 EN 1874" binnen een krans van oranje- en eikentakken. Oorspronkelijk was het opschrift "ATCHIN / 1873 EN 1874". Het werd bij Koninklijk Besluit van 28 augustus 1874 gewijzigd in het huidige opschrift.
Het brons voor de medailles komt uit de in de kraton buitgemaakte bronzen kanonnen.
Het lint is zoals in Nederland gebruikelijk 37 millimeter breed en was oorspronkelijk donkeroranje. In een Koninklijk Besluit van 24 april 1875 werd de kleur veranderd in Nassausch blauw.
Bijzonder is dat de dragers van de Atjeh-medaille ook een gesp met de opschrift "ATJEH 1873-1874" op het lint van het Ereteken voor Belangrijke Krijgsbedrijven mochten dragen. Deze bepaling in het Koninklijk Besluit van 24 april 1875 is strijdig met de in Nederland geldende regel dat voor een en hetzelfde feit niet meer dan één ereteken kan worden toegekend.
De medaille werd als vaandeldecoratie gehecht aan het vaandel van het 9e Bataljon Infanterie van het, toen nog niet Koninklijke, Nederlandsch Indisch Leger.